# Monasterio de Manasija
Manasija (en serbio: Манасија), también conocido como Resava (en serbio: Ресава), es un monasterio ortodoxo serbio cerca de Despotovac, Serbia, fundado por el déspota Esteban Lazarević entre 1406 y 1418. La iglesia está dedicada a la Santísima Trinidad. Es uno de los monumentos más significativos de la cultura medieval serbia y pertenece a la «escuela de Morava». El monasterio está rodeado por enormes muros y torres. Inmediatamente después de su fundación, el monasterio se convirtió en el centro cultural del Despotado de Serbia. La escuela de Resava era bien conocida por sus manuscritos y traducciones durante los siglos XV y XVI, incluso después de la caída del Despotado ante los turcos otomanos. El complejo de Manasija fue declarado monumento de interés cultural de excepcional importancia en 1979, y se encuentra protegido por la República de Serbia, y el monasterio ha entrado en proceso de la lista indicativa de la UNESCO en 2010.